# Az 1924. évi téli olimpia magyarországi résztvevőinek listája
Az 1924. évi téli olimpiai játékokon a magyar csapat tagjaként négy férfi sportoló vett részt. Az olimpia műsorán szereplő kilenc sportág ill. szakág közül kettőben indult magyar versenyző. A magyarországi résztvevők száma az egyes sportágakban ill. szakágakban a következő (zárójelben a magyar indulókkal rendezett versenyszámok száma, kiemelve az egyes oszlopokban előforduló legmagasabb érték, vagy értékek):
| Sportág, szakág      | Helyezések száma | Helyezések száma | Helyezések száma | Helyezések száma | Helyezések száma | Helyezések száma | Olimpiai pont | Magyar résztvevő | Magyar résztvevő | Magyar résztvevő |
| Sportág, szakág      | 1.               | 2.               | 3.               | 4.               | 5.               | 6.               | Olimpiai pont | Férfi            | Nő               | Össz.            |
| északi összetett (1) | 0                | 0                | 0                | 0                | 0                | 0                | 0             | 3                | 0                | 3                |
| sífutás (2)          | 0                | 0                | 0                | 0                | 0                | 0                | 0             | 3                | 0                | 3                |
|                      |                  |                  |                  |                  |                  |                  |               |                  |                  |                  |
| Összesen             | 0                | 0                | 0                | 0                | 0                | 0                | 0             | 4                | 0                | 4                |

## ABC-rendi bontás
A következő táblázat ABC-rendben sorolja fel azokat a magyarországi sportolókat, akik az olimpián részt vettek. Lásd még: sportágankénti ill. szakágankénti bontás.
| Ábécé szerinti tartalomjegyzék                                                                           |
| --- |
| A, Á B C Cs D Dz Dzs E, É F G Gy H I, Í J K L Ly M N Ny O, Ó Ö, Ő P Q R S Sz T Ty U, Ú Ü, Ű V W X Y Z Zs |

| Sportoló | Sportág, szakág | Versenyszám | Helyezés (elért eredmény) |

## D
| Déván István | északi összetett | egyéni | Nem ért célba        |
| Déván István | sífutás          | 18 km  | 31. hely (1:50:20.8) |

## H
| Háberl Aladár | északi összetett | egyéni | Nem ért célba |

## N
| Németh Ferenc | sífutás | 50 km | 20. hely (6:16:32) |

## Sz
| Szepes Béla | északi összetett | egyéni | Nem ért célba |
| Szepes Béla | sífutás          | 18 km  | Nem ért célba |

## Sportágankénti ill. szakágankénti bontás
A következő táblázat sportáganként sorolja fel azokat a magyarországi sportolókat, akik az olimpián részt vettek. Lásd még: ABC-rendi bontás.
| Északi összetett | Sífutás |

| Versenyszám | Sportoló | Helyezés (elért eredmény) |

## Északi összetett
Három magyarországi versenyző volt egy versenyszámban.
| Egyéni | Déván István  | Nem ért célba |
| Egyéni | Háberl Aladár | Nem ért célba |
| Egyéni | Szepes Béla   | Nem ért célba |

## Sífutás
Három magyarországi versenyző volt két versenyszámban.
| 50 km | Németh Ferenc | 20. hely (6:16:32)   |
| 18 km | Déván István  | 31. hely (1:50:20.8) |
| 18 km | Szepes Béla   | Nem ért célba        |